# Музей Вит
Музей „Вит“ съхранява  колекция от пеперуди в Мюнхен, Германия.
Музеят е основан от Томас Вит (Thomas J. Witt) през 1980 г. Членове на семейството му са известни предприемачи в Германия.
Това е най-голямата в света колекция от пеперуди. Състои се от 10 милиона екземпляра от цял свят.